# Werker (Theo van Doesburg)
Werker is een schilderij van Theo van Doesburg.

## Voorstelling
Het stelt een arbeider voor in een landschap met achter hem een kruiwagen.

## Datering

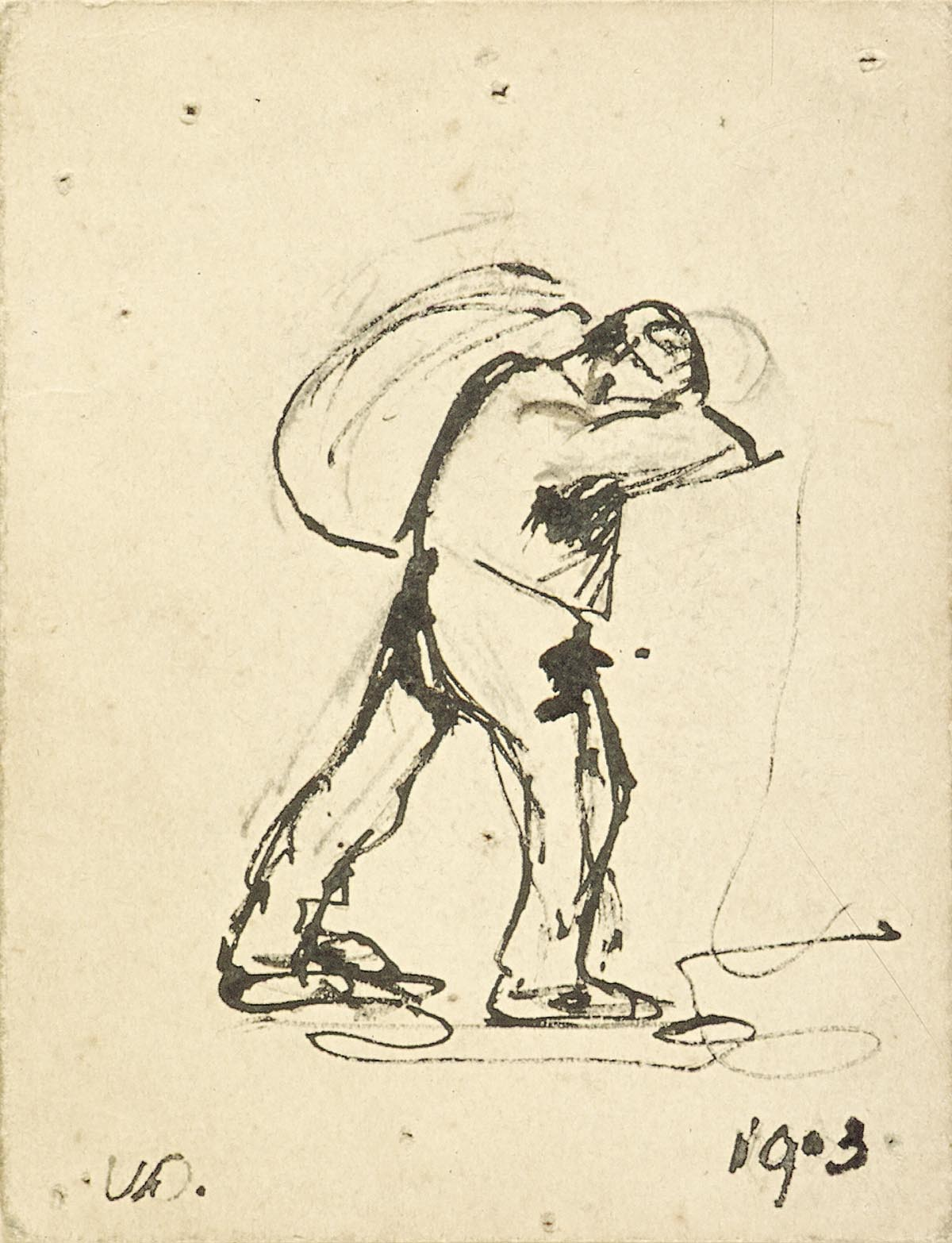
Lopende man met zak op de rug. 1904. Tekening. Utrecht, Centraal Museum.

Het werk is alleen bekend van een foto in Van Doesburgs portfolio in het Rijksbureau voor Kunsthistorische Documentatie. Hierop is te zien dat het rechtsonder gesigneerd en gedateerd is ‘Theo v Doesburg / 1913’. Het getypte onderschrift in de portfolio luidt echter ‘Werker 1903’, waarbij 1903 later veranderd is in 1913. Op grond van vergelijking met ander gedateerd werk van Van Doesburg is de datering 1903 het meest waarschijnlijk.

## Herkomst
Volgens een handgeschreven notitie in Van Doesburgs portfolio is het werk mogelijk in het bezit van het Institut Néerlandais in Parijs. Deze notitie is omstreeks 1960 aangebracht door Wies van Moorsel. Het werk is, voor zover bekend, nooit in het bezit geweest van het Institut Néerlandais. De huidige verblijfplaats is onbekend.